# Arvid Moberg
Arvid Moberg, född den 12 juni 1885 i Gävle, död den 22 februari 1949 i Stockholm, var en svensk militär. Han var son till Gustaf Moberg och svärfar till Carl Yngve Dahl.
Moberg blev underlöjtnant vid Göta livgarde 1905 och löjtnant där 1908. Han genomgick krigshögskolan 1910–1912 och var kadettofficer vid krigsskolan 1914–1919. Moberg befordrades till kapten 1918, var kompanichef 1919–1921 och 1926–1927, regementskvartermästare 1921–1923 och 1:e adjutant vid IV. arméfördelningen 1923–1926. Han blev major vid Norrbottens regemente 1928. Moberg blev överstelöjtnant och chef för arméns underofficersskola 1932, överste i armén 1935 och vid Generalstabskåren 1938. Han var chef för Älvsborgs regemente  1936–1938 och chef för utbildningsavdelningen vid Arméstaben 1938–1940. Moberg blev ställföreträdande arméfördelningschef vid IV. arméfördelningen 1940, befordrades till generalmajor 1942, blev ställföreträdande militärbefälhavare för IV. militärområdet samma år, tillförordnad på den befattningen och samtidigt tillförordnad överkommendant i Stockholm 1944. Han avgick ur aktiv tjänst 1945. Moberg invaldes som ledamot av Krigsvetenskapsakademien 1938. Han blev riddare av Svärdsorden 1926, kommendör av andra klassen av samma orden 1938 och kommendör av första klassen 1941. Moberg vilar på Solna kyrkogård.